# Ceratobasidium albasitensis
Ceratobasidium albasitensis é uma espécie de fungo pertencente à família Ceratobasidiaceae.